# ありふれた一日
「ありふれた一日」（ありふれたいちにち）は、かとうれい子の4枚目のシングル。2015年1月7日に徳間ジャパンコミュニケーションズから発売。

## 解説
- リリース3か月前の2014年10月に開催された高円寺コンサートのアンコールで先行披露され、その後、作編曲家・Deep寿の再アレンジを受けて曲調が一部変更されている[2]。
- 『NHKユアソング』の2014年12月 - 2015年1月放送曲に決まり、NHKラジオ第1放送『午後のまりやーじゅ』のユアソングコーナー（月曜日 - 木曜日）、同『NHKガイド』のユアソングコーナー（土曜日）で2か月間放送された[3]。
- カップリング曲の「100年後僕らは…大洲より」は愛媛県大洲市が2015年1月に合併10周年を迎えたことを記念して制作された『大洲市民の歌』である[1]。歌詞は一般公募[4]による全国84作品の中から選ばれ[要出典]、補作詞・作曲を同市出身のたきのえいじが担当。同年1月11日に大洲市が挙行した大洲市合併10周年記念式典の中で、かとうとたきのが披露[5]。また、同市より委嘱を受け、かとうとたきのは『大洲市きらめき大使』に就任した[6][7][8]。

## 収録曲
| 全作曲: たきのえいじ。 |                                                  |                                |              |          |      |
| #                      | タイトル                                         | 作詞                           | 作曲・編曲   | 編曲     | 時間 |
| 1.                     | 「ありふれた一日」                               | たきのえいじ                   | たきのえいじ | Deep寿   | 4:21 |
| 2.                     | 「100年後僕らは…大洲より」                       | 濱田毅、たきのえいじ（補作詞） | たきのえいじ | 石倉重信 | 4:19 |
| 3.                     | 「ありふれた一日（オリジナルカラオケ）」         |                                | たきのえいじ |          | 4:21 |
| 4.                     | 「100年後僕らは…大洲より（オリジナルカラオケ）」 |                                | たきのえいじ |          | 4:17 |
| 合計時間:              | 合計時間:                                        | 合計時間:                      | 合計時間:    | 17:18    |      |